# Kozárovce
Kozárovce (bis 1927 slowakisch „Kozarovce“ oder „Košiarovce“; deutsch Koscharowetz, ungarisch [Garam-]Kovácsi) ist eine Gemeinde im Nitriansky kraj in der Slowakei.

## Geographie
Die Gemeinde liegt im nördlichen Ausläufern des Donauhügelland am rechten Ufer des Hron (Gran) zwischen den Gebirgen Schemnitzer Berge im Osten und Pohronský Inovec im Norden. Auf dem Katastralgebiet treffen sich die Grenzen der Okresy Levice, Zlaté Moravce und Žarnovica (letztgenannte im Banskobystrický kraj). Der Ort ist 13 km von Zlaté Moravce, 15 km von Levice und 18 km von Nová Baňa entfernt.

## Geschichte
Kozárovce wurde zum ersten Mal 1075 als villa Kouachi, als sie zum Eigentum der Abtei im nahegelegenen Sankt Benedikt (Hronský Beňadik) wurde, wo es bis 1565 verblieb. 
Bis 1918/1919 gehörte sie im Komitat Bars zum Königreich Ungarn, danach kam sie zur neu entstandenen Tschechoslowakei. Aufgrund des Ersten Wiener Schiedsspruches war die Gemeinde 1938–1945 ein Grenzort zum nun vergrößerten Ungarn.

## Bevölkerung
| Jahr                | 1994 | 2004    | 2014    | 2024    |
| ------------------- | ---- | ------- | ------- | ------- |
| Anzahl der Personen | 1865 | 1963    | 2012    | 2080    |
| Unterschied         |      | +5,25 % | +2,49 % | +3,37 % |

| Jahr                | 2023 | 2024    |
| ------------------- | ---- | ------- |
| Anzahl der Personen | 2089 | 2080    |
| Unterschied         |      | −0,43 % |